# وليم فيلر
وِلْيَم فيلر (بالإنجليزية: William Feller)‏ هو رياضياتي أمريكي ولد في 7 يوليو 1906 في زغرب، كرواتيا، حاز على جائزة قلادة العلوم الوطنية الأمريكية في عام 1969.

## وصلات خارجية
- الموقع الرسمي لجائزة قلادة العلوم الوطنية الأمريكية